# Ruillé-sur-Loir
Ruillé-sur-Loir is een plaats en voormalige gemeente in het Franse departement Sarthe in de regio Pays de la Loire en telt 1.205 inwoners (1999). De plaats maakt deel uit van het arrondissement La Flèche. Ruillé-sur-Loir is op 1 januari 2017 gefuseerd met de gemeenten Lavenay, La Chapelle-Gaugain en Poncé-sur-le-Loir tot de commune nouvelle Loir en Vallée. 

## Geografie
De oppervlakte van Ruillé-sur-Loir bedraagt 39,0 km², de bevolkingsdichtheid is 30,9 inwoners per km².
De onderstaande kaart toont de ligging van Ruillé-sur-Loir met de belangrijkste infrastructuur en aangrenzende gemeenten.

## Demografie
Onderstaande figuur toont het verloop van het inwonertal (bron: INSEE-tellingen).